# 伊恩·布兰贝尔
伊恩·布兰贝尔（英語：Iain Brambell，1973年11月10日—），加拿大男子赛艇运动员。他曾代表加拿大参加2000年、2004年和2008年夏季奥林匹克运动会赛艇比赛，其中2008年奥运会获得一枚铜牌。